# الأخوات بانغر (فلم)
الأخوات بانغر (بالإنجليزية: The Banger Sisters)‏ (2002) هو أحد الأفلام الكوميدية الأمريكية التي تنتجها فوكس في القرن العشرين عن اثنين من النساء في منتصف العمر كانتا من الأصدقاء وذكرياتهم عندما كانوا صغار. بطولة غولدي هاون، وسوزان سارندون جيفري راش. قام بكتابة وإخراج بوب دولمان.

## الميزانية والإيرادات
بلغت تكلفة إنتاج الفيلم حوالي 10 ملايين دولار بينما حقق أرباحا تقدر بـ 38,068,353 دولار.

## وصلات خارجية
- مقالات تستعمل روابط فنية بلا صلة مع ويكي بيانات